# Just Be Good to Me
Just Be Good to Me är en låt framförd av den amerikanska R&B-gruppen The SOS Band, skriven och producerad av Jimmy Jam & Terry Lewis för gruppens fjärde studioalbum, On the Rise. 
Midtempo-spåret släpptes som den ledande singeln från albumet och blev snabbt en smash-hit på USA:s R&B-lista där den klättrade till en andra plats. Låten tog sig också till en 55:e plats på USA:s Billboard Hot 100 samt till en tredje plats på landets danslista. I Storbritannien blir låten gruppens framgångsrikaste singel till dato. 
Melodin av låten samplades senare till Whitney Houstons "I Belong to You" från hennes studioalbum, I'm Your Baby Tonight.

## Listor
| Lista (1983)                                | Topp position |
| ------------------------------------------- | ------------- |
| Storbritanniens UK Singles Chart            | 13            |
| Amerikanska Billboard Hot 100               | 55            |
| Amerikanska Billboard Hot R&B/Hip-Hop Songs | 2             |
| Amerikanska Billboard Hot Dance Club Play   | 3             |

## Deborah Coxs version
År 1995 spelade den kanadensiska R&B-sångerskan Deborah Cox in en cover på låten till hennes debutalbum Deborah Cox. 
Låten släpptes som skivans fjärde singel den 1 augusti 1996. Låten gavs dock ut som endast en promosingel utan någon marknadsföring eller medföljande musikvideo. Sångerskans cover bemöttes med positiv kritik och klättrade till en 8:e plats på USA:s danslista.

## Format och innehållsförteckningar
- Amerikansk "12 Promo

(A-sida)
1. "Just Be Good to Me" (Johnny Vicious Mix) - 7:28
2. "Just Be Good to Me" (Album Version) - 5:49
3. "Just Be Good to Me" (V-Men Vocal Dub) - 8:03

(B-sida)
1. "Just Be Good to Me" (Div-A-Pella) - 6:32

- Italiensk Promo singel

1. "Just Be Good To Me" (Johnny's Vicious Mix) - 7:28
2. "Just Be Good To Me" (Johnny's Vicious Radio Edit) - 4:24
3. "Just Be Good To Me" (V-Men Vocal Dub) - 8:03
4. "Just Be Good To Me" (Div-A-Pella) - 6:32
5. "Call Me" - 4:46

## Listor
| Lista (1996)                              | Topp position |
| ----------------------------------------- | ------------- |
| Amerikanska Billboard Hot Dance Club Play | 8             |